# Thief (Tangerine Dream)
Thief is een studioalbum van Tangerine Dream. Het album dat werd uitgegeven in 1981 is opgenomen in Christopher Frankes geluidsstudio in Berlijn. Alhoewel de muziek werd gebruikt voor de film Thief van Michael Mann ontbreekt die mededeling op de hoes van het album, zoals dat in de meeste landen werd uitgegeven. In de Verenigde Staten en Canada verscheen het album wel met die opdruk en bevatte een aanvullende track. Mann had nog een stuk muziek nodig voor zijn film en TD was alweer op tournee. Graig Safan schreef daarop Confrontation, dat dus wel op de Amerikaanse versie te beluisteren valt en niet op de Europese.De link naar de hoes laat de Amerikaanse versie zien. 
Tangerine Dream recyclede regelmatig delen van hun muziek. Delen van Force Majeure zijn ook op dit album te horen.

## Musici
- Edgar Froese – toetsinstrumenten, elektronica, gitaar
- Christopher Franke – synthesizers, elektronica, elektronische percussie
- Johannes Schmoelling – toetsinstrumenten, elektronica

## Muziek
Allen door Froese, Franke en Schmoelling

| Nr. | Titel         | Duur  |
| --- | ------------- | ----- |
| 1.  | Beach theme   | 3:44  |
| 2.  | Dr. Destructo | 3:18  |
| 3.  | Diamond diary | 10:46 |
| 4.  | Burning bar   | 3:11  |
| 5.  | Beach scene   | 6:49  |
| 6.  | Scrap yard    | 6:40  |
| 7.  | Trap feeling  | 2:57  |
| 8.  | Igneous       | 4:45  |

De Britse versie hield het drie weken uit in de Britse albumlijst.
| Hitnotering: 18-04-1981 t/m 08-05-1981 | Hitnotering: 18-04-1981 t/m 08-05-1981 | Hitnotering: 18-04-1981 t/m 08-05-1981 | Hitnotering: 18-04-1981 t/m 08-05-1981 | Hitnotering: 18-04-1981 t/m 08-05-1981 |
| Week:                                  | 1                                      | 2                                      | 3                                      |                                        |
| -------------------------------------- | -------------------------------------- | -------------------------------------- | -------------------------------------- | -------------------------------------- |
| Positie:                               | 43                                     | 49                                     | 64                                     | uit                                    |